# 白鴻森
白鴻森（1953年—），臺灣彰化縣人，臺灣政治人物。曾任國民黨籍彰化縣議會議員，並曾四連任彰化縣議會議長。議長任內因貪污案被判刑確定而解職，因病進入台中榮民總醫院戒護就醫時逃亡中國大陆，2010年3月押解回台服刑。其潛逃案被台中高分院依違反《入出國及移民法》規定判處一年二個月徒刑確定。

## 涉及貪汙
2005年3月19日，彰化縣議會議長白鴻森和機要秘書羅道堅遭檢舉涉嫌喝花酒報公帳，遭檢察官查出兩人於不到兩年時間在聲色場所竟然花掉一百五十多萬元，全以「便餐費」名目向議會報帳核銷，被彰化地檢署檢察官以違反貪污治罪條例等案件提起公訴。
2008年10月23日，二審判決有期徒刑四年，褫奪公權二年。
2009年4月2日，最高法院駁回上訴，三審定讞。合計應執行有期徒刑四年，並褫奪公權二年，依法需解除議員、議長職務。5月20日內政部解職令公函送達，正式生效。
2010年3月4日，白、羅於審判中將詐取款項全數繳回，主張已符合貪污治罪條例中「在偵查中自白，如有所得並自動繳交全部所得財物者，減輕其刑」而應能獲得減刑，但未被法官所接受，判決定讞後遂向檢察總長陳聰明聲請提起非常上訴， 最高法院根據99年度第二次刑事庭會議決議「此條減刑規定要求繳交全部犯罪所得，然而犯罪所得全部數額在偵查亦無法確定，既然立法在於鼓勵罪犯自新，只要在事實審終結前自動繳交即有適用減刑規定」，遂撤銷原判決，將白、羅兩人各減刑兩個月，褫奪公權減為一年。

## 逃亡
白鴻森原於2009年8月入監服刑，隨即因病入台中榮民總醫院戒護就醫。12月22日須再度入監服刑，但於12月13日自戒護中不知去向，12月15日彰化地檢署對白鴻森發布通緝，依刑法八十四條，行使刑度權利三十年，另包括七年半的通緝時效，行刑權時效長達三十七年六個月。
白鴻森1994年當上議長後，拔擢妹婿羅道堅擔任機要秘書，1999年檢方依據貪污治罪條例分別將兩人起訴求刑。 羅道堅早一步逃亡中國大陸在江西贛州經營竹筷工廠，還擔任中國江西省政協委員。據稱白鴻森便是偷渡至中國大陸投靠他。

## 落網
2010年3月5日，法務部長王清峰表示，依照「兩岸司法互助協議」，將逃亡3個月的白鴻森與羅道堅遣送回台。
2010年3月6日，白鴻森及其機要秘書羅道堅、協助潛逃的楊浩雄。在大批警力戒護下，自廈門解送抵達金門，隨即從金門押解返台歸案。
2010年9月3日，對此逃亡案，白鴻森被彰化地方法院依違反國家安全法等罪判有期徒刑一年二個月，而協助逃亡的楊浩雄、許瓊聰、梁子慶、鄧國樑、蔡清吉等人，也分別被判有期徒刑六至十個月。

## 家族與犯罪紀錄
長子白閔傑2009年12月5日以無黨籍身分當選彰化縣議員，於2010年3月1日當選第十七屆副議長，2011年10月5日因賄選被法院判決當選無效定讞。
白閔傑舅舅邱海擔任其競選總幹事時也因賄選買票事發而於2009年選舉前五天搭機離台，隨後遭彰化地檢署發布通緝。
白鴻森姪女白玉如亦因賄選買票而遭解職。
胞妹白素英是彰化新聞台總經理，其夫羅道堅曾為白鴻森機要秘書，並因同案遭到通緝，曾為大陸的江西省政協委員。